# Amicale du Nid
Pour les articles homonymes, voir NID.
L'Amicale du Nid est une association française sous la loi de 1901 d’accompagnement à l'insertion des personnes en danger ou en situation de prostitution,,,,. Elle existe depuis 1946.
Elle gère des structures d'accueil en région parisienne et à Lyon, Toulouse, Marseille, Grenoble, Chambéry, Montpellier. Et depuis 2020 en Bretagne.
L'association, abolitionniste, considère la prostitution comme une violence et se positionne donc en faveur de la loi du 13/04/2016 notamment en faveur des parcours de sortie de prostitution et la pénalisation des acheteurs d’actes sexuels en France,.
En 2014, l'association réalise une étude sur la prostitution en milieu étudiant à l'Université de Montpellier.
Delphine Jarraud en est la déléguée générale depuis mars 2020.